# František Gažo
František Gažo (17. ledna 1919 Trnava – 10. ledna 1990 Trnava) byl slovenský atlet, házenkář, učitel, trenér, odborný publicista a významná osobnost trnavského sportu.
Do roku 1957 učil německý jazyk a tělesnou výchovu na trnavském gymnáziu, jehož byl absolventem. Od tohoto roku vyučoval na SPŠ Komenského v Trnavě.
Roku 1999 mu bylo posmrtně uděleno čestné občanství města Trnava.

## Trenérská kariéra
Začínal jako atlet (běžec na 400m), hrál také košíkovou a házenou. Později se soustředil na kolektivní sporty a dlouhodobě působil v házené a ve fotbale.

### Házená
Byl jedním ze zakladatelů házenkářského klubu v Trnavě (1947). Jako trenér působil v trnavských klubech TŠS (Trnavský športový spolok), Dynamo Kovosmalt, Spartak, Slávia a Lokomotíva.
V roce 1956 vydal první odbornou publikaci na Slovensku, která se zabývala házenkářským tréninkem (Hádzaná v oddiele).

### Fotbal
Působil jako kondiční trenér fotbalových mužstev. Ve Spartaku Trnava byl od roku 1961 asistentem trenéra a na jaře 1962 jej vedl jako hlavní trenér ve třinácti zápasech, sestup do II. ligy však neodvrátil. Trnavský Spartak trénoval krátce i v sezoně 1955.
Ve Spartaku Trnava trénoval také B-mužstvo.